# Hayati Kafe
Hayati Kafe, född 25 september 1941 i Istanbul i Turkiet, är en svensk sångare av visor, schlagers, populärmusik, evergreens och jazz..
Hayati Kafe kom till Sverige 1962 med en turkisk orkester och har bott i Sverige sedan dess. Hans inspelning av "Sån't/Things" hamnade på Svensktoppen 1968 och blev kvar i 13 veckor. Han har efter det varit med i många TV- och radioprogram, turnerat i Folkparkerna samt showat på Berns och Kronprinsen. Hayati har samarbetat med många svenska jazzmusiker och spelat in skivor med dem, bland andra trumpetaren Jan Allan. Hayati har sjungit i hela Norden och i Estland, England, Tyskland, Frankrike, Nederländerna, Israel, Singapore, Turkiet och Thailand. Han sjunger på flera språk och har senare framfört låtar på sitt modersmål ladino. 